# Dénomination des voies de Paris

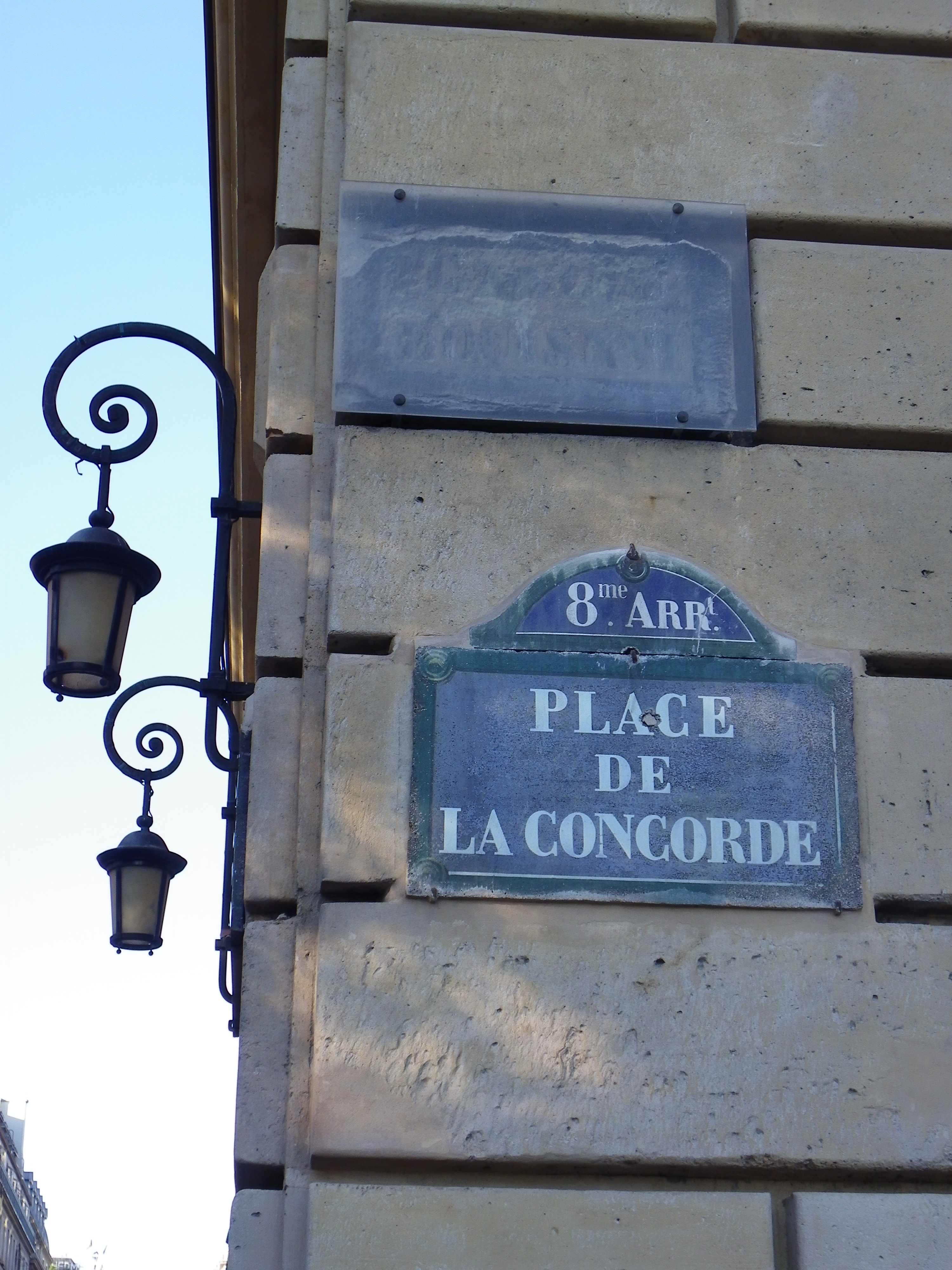
Les plaques mentionnant deux des noms successifs de l'actuelle place de la Concorde.

Avant que les autorités ne décident du nom des rues de Paris, elles étaient désignées d'après les noms de leurs églises (rue Saint-Denis), d'un lieu traversé (rue du Clos-Bruneau), de leurs monuments (rue du Petit-Pont), des métiers qu'on y exerçait (rue des Boulangers, rue de la Bûcherie), d'une enseigne (rue de la Huchette), de familles ou de personnages importants qui y habitaient (rue Aubry-le-Boucher), de leur population (rue des Irlandais en raison d'un collège irlandais, rue des Blancs-Manteaux pour une confrérie religieuse, rue des Juifs, rue des Lombards) ou de toute autre caractéristique (rue Pavée, rue de l'Abreuvoir). Une même rue pouvait porter plusieurs noms, selon les particularités propres à ses différentes parties.

## Moyen Âge
Vers 1200, des armoiries sculptées au-dessus du fronton des portes ou des statues placées dans des niches indiquèrent certaines habitations privées et à la fin du XIIe siècle, l'apparition d'enseignes sur les maisons des marchands et des artisans fournit de nouveaux repères marquants (rue de l'Éperon, rue de la Harpe, rue du Croissant, rue de l’Épée-de-Bois).
Ces noms de rues se transmettaient oralement sans qu'aucune nomenclature ni aucun plan ne les fixe. Ils pouvaient varier en fonction des circonstances, surtout lorsqu'il s'agissait de noms de personnages. Ils pouvaient aussi évoluer par erreur (la rue de l'Égyptienne devient rue de la Jussienne, la rue Sacalie devient rue Zacharie, la rue des Jeux-Neufs devient rue des Jeûneurs)

## XVIIe–XVIIIesiècles
À partir du XVIIe siècle, le pouvoir royal (on attribue l’idée à Sully, en sa qualité de Grand voyer de France) nomma des places ou des artères nouvelles (la place Royale en 1605, le lotissement de l’île Saint-Louis avec les quais d’Anjou, de Bourbon, du Dauphin, etc en 1614).
La pratique se banalisa sous Louis XIV avec les rues Louis-le-Grand et de Bourgogne, le pont Royal. Jusque sous Louis XVI, on rendit ainsi hommage aux souverains et aux grands du royaume (pont Louis-XVI, rue Madame, rue de Richelieu (1633), rue Colbert (1683). Cependant, il faut noter qu’alors, l’hommage rendu au personnage n'était pas encore séparé de la topographie. Ainsi ces rues sont-elles situées près des palais des personnes qu’elles honorent.
Avec l'agrandissement de la ville, l'anarchie de la nomenclature devint gênante. Non seulement les rues pouvaient porter plusieurs noms, mais les doublons n'étaient pas rares. Le pouvoir, qui entreprit de réglementer et d'ordonner ce fouillis pour lui donner plus de clarté, eut alors à choisir les noms à donner ou à supprimer. Il lui fallait trouver des logiques et des règles tout en tenant compte des goûts, des modes et des vanités. Comme il n'était pas question d'abolir tous les noms anciens pour repartir à zéro, ce travail prit plus d'un siècle. Si le but primitif était d'éviter les confusions (doublons et rues à noms multiples principalement) et donc de gagner en clarté, l'enjeu principal porta vite, avec la croissance de la ville et la grande quantité de noms à donner, sur le choix des noms. Ce choix, limité, et qui comprend aussi des suppressions, s'apparente assez à la conception des manuels d'histoire officielle, manuels dans lesquels la mémoire l'emporte sur l'histoire proprement dite puisqu'il s'agit, à chaque époque, de flatter son camp et de minimiser le rôle ou d'effacer jusqu'au souvenir de ses opposants.
En 1728, le lieutenant général de police René Hérault fit poser sur les premières et dernières maisons de chaque rue une plaque de métal portant en caractères noirs le nom d’usage de la rue. Cette officialisation des noms entraîna la suppression de nombreux termes jugés obscènes (rue Tire-Vit) ou bizarres.
Voltaire exprima également le souhait que soit remplacé le terme « cul-de-sac » qu'il estimait inconvenant par impasse. Cette réglementation entérina dans un premier temps les noms en usage, mais elle attira aussi la vanité des édiles et des notables qui obtinrent à partir de 1760, l'honneur de donner leur nom à une artère (rue de Viarmes en 1765, rue de Vannes, rue Le Peletier, etc.).

On situe en 1779 l'« acte de naissance du système honorifique moderne » avec la construction de l'Odéon, alors Comédie-Française, et la dénomination des rues qui en rayonnent : « pour la première fois, les honneurs dénominatifs ne vont pas à des contemporains, mais aux « vraies » gloires de la Nation ».
Cette réglementation dura jusqu'à la fin du XVIIIe siècle, mais elle fut mal appliquée.

## Révolution
La Révolution française entreprit surtout une épuration idéologique des noms de rues. On supprima ceux qui évoquaient trop ouvertement la royauté ou la religion. Ce nettoyage débuta en 1791 par le nom de Voltaire donné à l'ex quai des Théatins. On honora d'abord les précurseurs de la Révolution ; puis, à partir de 1792, on bannit le préfixe « saint » qui fut gratté sur les inscriptions des rues. L’abbé Grégoire proposa en 1794 de renommer les rues de la capitale : « Les noms de la plupart des rues de Paris sont ou barbares ou ridicules, ou patronymiques. En général, ils sont insignifiants». Il proposa de donner les noms des départements, « des noms qui éternisent la Révolution », les noms des communes qui environnaient Paris et les noms des grands hommes, bienfaiteurs de l’humanité.
Autre particularité de la période : un choix parfois purement idéologique, avec des noms évoquant des notions abstraites : Égalité, Concorde, Réunion, Droits de l'homme, etc. Le changement porta environ sur 150 des 1 000 voies de l'époque. Les lois du 16-24 août 1790 et du 17 février 1800 (28 pluviôse an VIII) définirent la dénomination des rues comme un objet de police et de voirie municipale.
La Convention et le Directoire tempérèrent les excès du début (mont Marat pour la butte Montmartre, avec une rue Montmarat et une rue des Fossés Montmarat).

## Premier Empire
Le Premier Empire imposa des noms de victoires (y compris des noms liés à la Campagne d'Égypte) et les patronymes de la famille régnante. On assista au retour des noms de saints après le Concordat (1801), au retour de noms effacés par la Révolution (Les Francs Citoyens redevinrent Francs Bourgeois, le pont de la Raison redevint pont Notre-Dame) et en 1806 à la disparition de noms trop connotés (Sans-Culottes, Droits-de-l'Homme, Bonnet-Rouge, etc.).
Dans l'ensemble, on fit peu de changements, car le régime se voulait l'héritier et la synthèse des régimes précédents ; on se contenta de nommer les nombreuses rues nouvelles. Les campagnes successives conduisirent à privilégier les noms de militaires, y compris ceux de l'ancien régime (guerres, batailles et militaires s'imposent dans la moitié des noms nouveaux).

## Restauration, Louis-Philippe, Deuxième République
Si Louis XVIII rétablit scrupuleusement les noms d'avant la Révolution (juillet 1815), il ne toucha pas aux quelque 200 rues nouvelles créées par l'Empire.
Environ 132 rues furent créées sous la Restauration. On y trouve des noms de propriétaires et de lotisseurs, l'exaltation du passé, de l'esprit réactionnaire, de la religion catholique, et le respect de l'ordre et de la hiérarchie. Reprenant l'exemple des rues nommées en 1779 autour du théâtre de l'Odéon (alors Comédie française), on créa des quartiers à thème autour de certains monuments : les érudits à Saint-Germain-des-Prés, les ingénieurs et savants aux Arts et métiers, la Renaissance autour de la place François-Ier.
Entre 1826 et 1829, compositeurs et librettistes cernèrent l'Opéra comique, en 1824-1830, le lotissement du quartier de l’Europe emprunta les noms de grandes villes européennes. On utilisa aussi les noms de personnages vivants, principalement le roi et sa famille, mais aussi Chateaubriand (1824), alors âgé de 56 ans, ou l'architecte Fontaine (1826) âgé de 64 ans.
On note sous Louis-Philippe une plus grande ouverture d'esprit (Beaumarchais, Las Cases) et un esprit de réconciliation. On usa de noms de grands hommes de toutes les époques, scientifiques, ingénieurs, philanthropes, de noms qui évoquaient la colonisation de l'Algérie, le Moyen Âge qui était à la mode. Autour des toutes nouvelles gares, les artères prirent les noms des villes desservies.
Le régime issu de la Révolution de 1848 s'en prit aux noms incarnant la monarchie renversée et imposa quelques noms révolutionnaires (Concorde, Carnot, etc.).
La loi du 18 juillet 1837 (et son décret du 25 mars 1852) soumettent l'arrêté municipal de dénomination à l'approbation du préfet. Paris étant soumis depuis 1794 à un régime d'exception, c'est le préfet de la Seine qui tient lieu de maire et c'est donc un arrêté préfectoral qui décide du nom des voies. L'ordonnance du 10 juillet 1816 réglemente le droit d'attribution des noms de rues : les dénominations qui ont un caractère d'hommage public (personnages illustres) ne peuvent être accordées que par un décret royal, les dénominations ordinaires étant attribuées par le préfet de la Seine après approbation du ministre de l'Intérieur. On requiert l'avis du Conseil municipal par simple courtoisie. C'est en s'appuyant sur ce texte (qui ne fait d'ailleurs pas explicitement référence aux noms des voies publiques) que le pouvoir central exercera sur les attributions de noms son contrôle et sa censure jusqu'en 1977. La circulaire du 3 août 1841 réaffirme que les dénominations sont arrêtées par le préfet et approuvées par le ministre de l'Intérieur.
En 1844, un arrêté du préfet Rambuteau réglemente l'emplacement des plaques, fixées au coin des immeubles, à chaque croisement de rues : elles sont en lave de Volvic émaillée, avec des lettres blanches sur fond bleu.

## Second Empire
Le Second Empire a vu le nombre des voies doubler avec l'annexion du 1er janvier 1860 : aux 1 694 voies que comptait Paris en 1859 vinrent s'ajouter les 1 492 voies des communes annexées. Beaucoup de changements furent nécessaires, ne serait-ce que pour éviter les homonymies. On en dénombre 720 entre 1852 et 1870.
Le rapport Merruau demanda que le système instauré par Rambuteau en 1844, avec l'emplacement des plaques et les lettres blanches sur fond bleu, fût adopté généralement ou du moins qu'on en étendît l'application aux principales rues de tous les arrondissements. Ce rapport proposait de ne changer les noms que lorsque c'était nécessaire, de tolérer l'homonymie pour les voies de catégories diverses, de ne pas transporter ailleurs un nom supprimé, de ne conserver que la rue la plus importante ou la plus connue lorsqu'on supprimait des noms homonymes, d'éviter les noms de villes de France et d'Europe pour éviter que les postes n'adressassent les courriers dont l'adresse était mal rédigée à ces villes, de réduire les appellations en unifiant le nom des tronçons d'une voie, de continuer la politique des ensembles de noms, comme les noms de familles régnantes autour du palais Royal, de guerriers près des enceintes, de saints près des églises, etc., de choisir les noms des territoires maintenant compris dans Paris, de provinces, de cours d'eau. Ces orientations furent approuvées et le rapport fut suivi d'arrêtés municipaux et de décrets impériaux de mai 1863 à septembre 1869. C'est ce rapport qui prescrivit les noms des voies partant de l'Arc de triomphe de la place de l'Étoile. C'est dans le même esprit que des noms du Moyen Âge furent privilégiés dans le vieux Paris, que des personnages du XVIe et du XVIIIe siècle s'imposèrent dans les arrondissements centraux, des militaires dans le 7e arrondissement et qu'une rue proche de la Manufacture de tabacs fut nommée Jean Nicot.
Les derniers changements massifs eurent lieu entre 1867 et 1869. Toujours conformes au rapport Merruau, ils affectèrent 500 voies. On continua d'éliminer les doublons et les risques de confusion, on choisit des noms d'érudits pour le Quartier latin, de compositeurs près du nouvel opéra, de savants dans le 17e arrondissement, de graveurs et sculpteurs dans le 18e, etc. Bien sûr, le Second Empire rendit abondamment hommage à l'épopée napoléonienne.

## Troisième République
La Troisième République se caractérisa par une lutte entre les préfets, le gouvernement et les conseils municipaux républicains ou de la gauche radicale, d'où, de 1879 à 1939, au gré des élections, un panachage de héros royalistes, libéraux et républicains. De 1879 à 1902, on s'en prit surtout aux noms napoléoniens, qu'ils fussent du Premier ou du Second Empire, tandis qu'on honora les révolutionnaires, leurs émules (Manin) et leurs précurseurs (La Boétie).
En 1885, le rapport Mesureur demanda vainement que le conseil municipal eût autorité pour décider du nom des rues, et recommanda la suppression des noms de saints, sauf s'ils étaient liés à l'histoire de Paris et de sa banlieue ou s'ils étaient proches d'édifices religieux, l'élimination des ennemis de la Révolution, y compris les bonapartistes et les anti communards, et qu'aucun nom ne fut donné du vivant de la personne honorée (après les exceptions de Victor Hugo et d'Eugène Chevreul).
Au gré des évolutions du gouvernement et du conseil municipal, les noms de rues continuèrent d'illustrer les combats politiques et les grands évènements nationaux. Adolphe Crémieux fut honoré en 1897, en pleine affaire Dreyfus, mais Adolphe Blanqui dut attendre 1905.
La Première Guerre mondiale fournit quelques noms de héros et de généraux tandis qu'on débaptisa les noms évoquant trop l'Allemagne (Richard Wagner laissa la place à Albéric Magnard, Berlin à Liège et Allemagne à Jean Jaurès), et la Seconde Guerre mondiale donna son lot de dates, de résistants et de martyrs.

## Période contemporaine
Le statut d'exception de la ville fut aboli en mars 1977 et le conseil municipal peut depuis lors attribuer à son gré les noms des voies. L'arrêté municipal du 13 mars 1985 institue une commission chargée d'examiner les projets de dénomination, pour la plupart des axes ou places auparavant sans nom.
Quatre voies ont changé de nom : le général Antoine Richepance a perdu sa rue en 2001 en raison de son rôle dans le rétablissement de l'esclavage aux Antilles au profit du Chevalier de Saint-Georges ; Alexis Carrel, doriotiste et pétainiste, a laissé place à Jean Pierre-Bloch et Willette, « candidat antisémite », à Louise Michel. Après plusieurs années de controverses, l'avenue Bugeaud, du nom du militaire responsable de crimes de guerre lors de la conquête de l'Algérie, ou du massacre de la rue Transnonain, devrait en 2024 voir débattu au conseil de Paris son renommage en « avenue Hubert Germain  ».
Une particularité contemporaine semble être l'attribution de noms de personnes à des carrefours jusqu'alors anonymes parce qu'ils ne desservaient aucun immeuble, soit qu'on manque de voies publiques pour rendre un hommage pressant (place Marlène-Dietrich, en 2002, près du logement où elle a longtemps habité dans le 16e arrondissement), soit pour orienter les automobilistes (place Paul-Léautaud, en 1987), soit pour conférer une sorte de dignité à un espace délaissé (place Michel-Petrucciani, en 2002).

## Féminisation des rues
La tendance à Paris aujourd'hui est de donner une plus large place aux dénominations de femmes dans l'espace public :
- Liste des voies de Paris se référant à un nom de femme

## Plaques
C'est lorsque le pouvoir royal entreprit d'organiser la dénomination des rues de Paris que les premières inscriptions officielles apparurent.
Le 16 janvier 1728, le lieutenant général de police René Hérault fit poser des plaques de fer blanc portant le nom de la rue et le numéro du quartier en caractères noirs aux extrémités des rues. Comme certaines de ces plaques avaient été abimées ou avaient disparu à la suite de travaux de façades ou de démolitions, l'ordonnance de police du 30 juillet 1729 interdit aux propriétaires de les effacer, les chargea sous peine d'amende de leur maintien et de leur entretien et leur imposa, si elles venaient à disparaître ou à devenir illisibles, leur remplacement par des « tables en pierre de liais d'un pouce et demi d'épaisseur et de grandeur suffisante pour y faire graver les mesmes noms des rues et les mesmes numéros qui étoient sur les plaques, en lettres de la hauteur de deux pouces et demi, et de la largeur proportionnée ; d'observer une rainure formant un cadre au pourtour de la dite pierre à trois pouces de l'arrête, qui sera marqué en noir, ainsi que les dites lettres et numéros, pour les distinguer plus facilement, le tout avec les mesmes proportions qui ont été gardées dans la première position, à la réserve que les tables seront plus grandes que n'estoient les plaques, et que les dites tables seront attachées sur les pans de bois avec fortes pattes chantournées, et qui feront le parpin du pan de bois, attachées par derrière sur les potteaux, et seront encastrées dans l'intérieur du plastre, suivant la charge que l'on donnera au dit pan de bois.» Des précisions étaient même données pour les façades composées de divers matériaux.
Devant la constatation d'infractions, une nouvelle ordonnance confirma la première dès le 26 août 1729, condamnant un maçon à remplacer en pierre de liais une plaque de fer blanc qu'il avait détruite, et en cas de non exécution, ordonna aux autorités municipales de faire effectuer le travail à ses frais. Une ordonnance du 3 juin 1730 précisa que les plaques devaient être apposées aux frais des propriétaires et, alors qu'elles n'étaient apposées jusqu'alors qu'a "l'entrée et à la sortie" des rues, ordonna d'en fixer à chacune de ses encoignures.
Les changements de nom et les dégradations dues à la Révolution laissèrent les plaques de rues en très mauvais état. Le décret du 23 mai 1806 décida que les nouvelles inscriptions seraient peintes à l'huile , la première fois à la charge de la ville, le renouvellement et l'entretien étant à la charge des propriétaires (article 9).
Ce décret reprit le code de couleurs élaboré pour la numérotation des maisons (noir sur fond ocre dans les rues perpendiculaires ou obliques à la Seine, rouge sur fond ocre dans les rues parallèles à la Seine). Par mesure d'économie, non seulement on opta pour des plaques peintes, mais on se contenta d'une seule plaque par angle de rue.
Ces inscriptions peintes étaient peu solides. « On posa quelques plaques en marbre ; puis des plaques en fonte avec lettres mobiles ; des plaques en fonte avec lettres peintes sur verre ; des plaques en chanvre, en zinc, en porcelaine, etc. ».
Ces inscriptions peintes ne durèrent pas et il fallut les refaire en 1847. Cette fois, dans une lettre au ministre de l'Intérieur du 20 février 1847, le préfet de la Seine Rambuteau précisa qu'on emploierait des plaques de porcelaine "cuite au grand feu". Le procédé retenu consistait en plaques de lave de Volvic émaillée avec des lettres blanches sur fond "bleu d'outremer". Les plaques étaient incrustées et scellées à bain de plâtre en affleurement des façades.
Ce système s'avéra si satisfaisant qu'en 1860 le Rapport Merruau demanda que le système instauré par Rambuteau avec emplacement des plaques et lettres blanches sur fond bleu fut adopté généralement ou du moins qu'on en étendît l’application aux principales rues de tous les arrondissements (avec même la proposition, non retenue, d'un éclairage intégré pour la nuit). La seule amélioration fut l'ajout (arrêté préfectoral du 13 janvier 1876) du numéro de l’arrondissement sur la plupart des voies publiques.
Ce système demeura en vigueur jusqu'au décret du 9 juin 1938. Art. 1 : « des plaques portant, avec le numéro de l'arrondissement, indication du nom de toutes voies et places ouvertes à la circulation sont apposées sur les immeubles, bâtis ou non, situés dans Paris, à l'angle de deux voies livrées à la circulation ou en face du débouché d'une voie sur une autre voie et en tous points des  places et carrefours désignés par le préfet de la Seine ». Les numéros d'arrondissements sont imposés pour les voies situées en limite d'arrondissements et pour celles dont le tracé s'étend sur plusieurs arrondissements. L'emplacement des plaques est précisé, leur taille ainsi que les tailles des lettres et des chiffres. Le fond est « bleu d'azur », l'encadrement « vert bronze » avec des effets d'ombre en filets blancs et noirs et les coins portent des rosaces.
Cette règlementation est restée en vigueur jusqu'à l'arrêté municipal du 27 septembre 1982, arrêté qui impose à nouveau la forme et la dimension des plaques, leur position, la taille des inscriptions, précise le code des abréviations jusqu'alors assez variées, et ajoute l'indication du nom "Paris" sur les plaques placées aux carrefours situés à la limite de la ville. Autre innovation : « Lorsqu'il est donné à une voie le nom d'une personnalité disparue, une courte mention précisera la qualité ou l'activité de celle-ci ». Le bleu (phtalocyanate de cuivre), le vert (oxyde de chrome), les inscriptions blanches et les rosaces des angles sont maintenus.

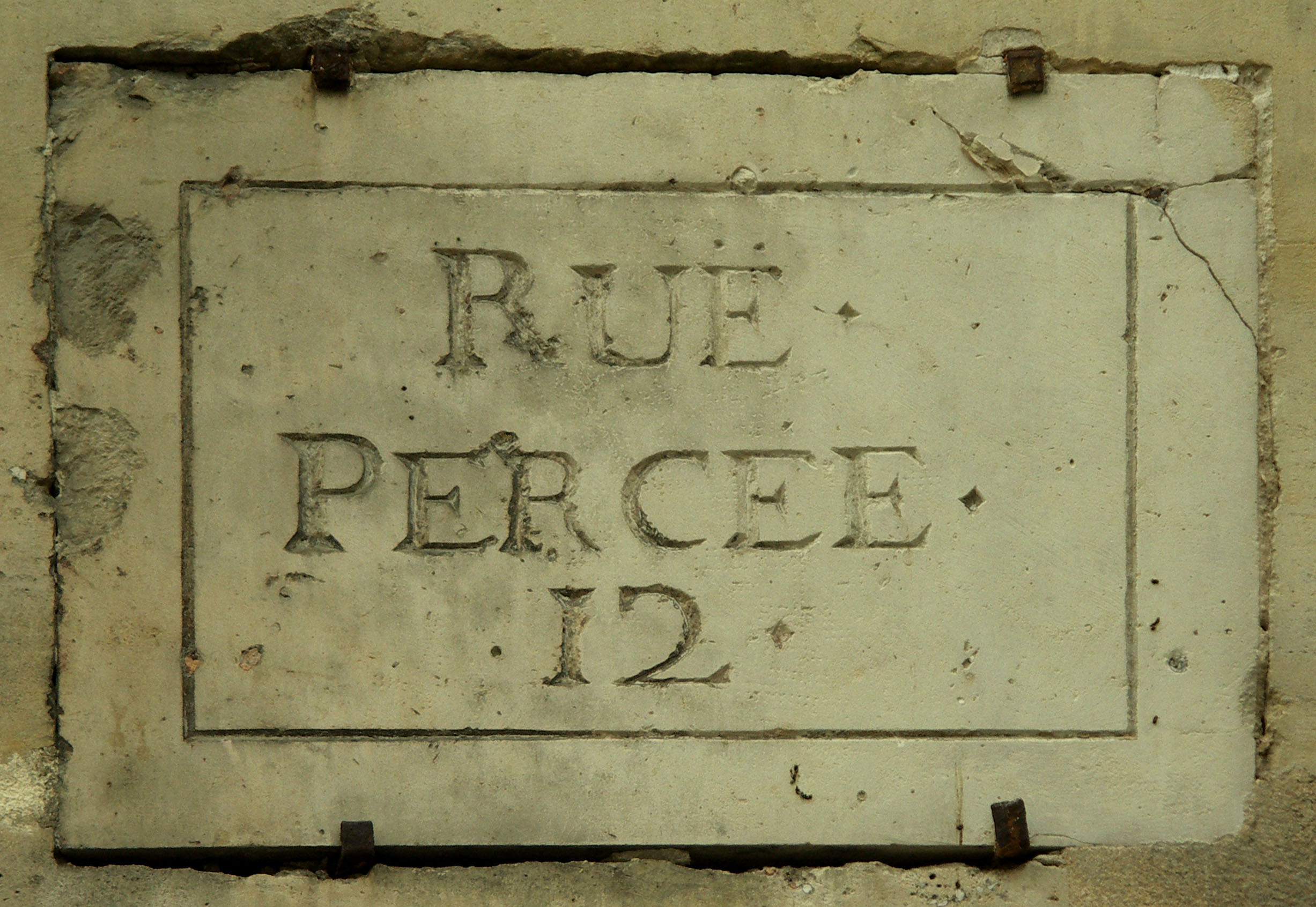
Plaque de pierre de liais conforme aux ordonnances de 1729 avec le numéro du quartier (actuelle rue du Prévôt)
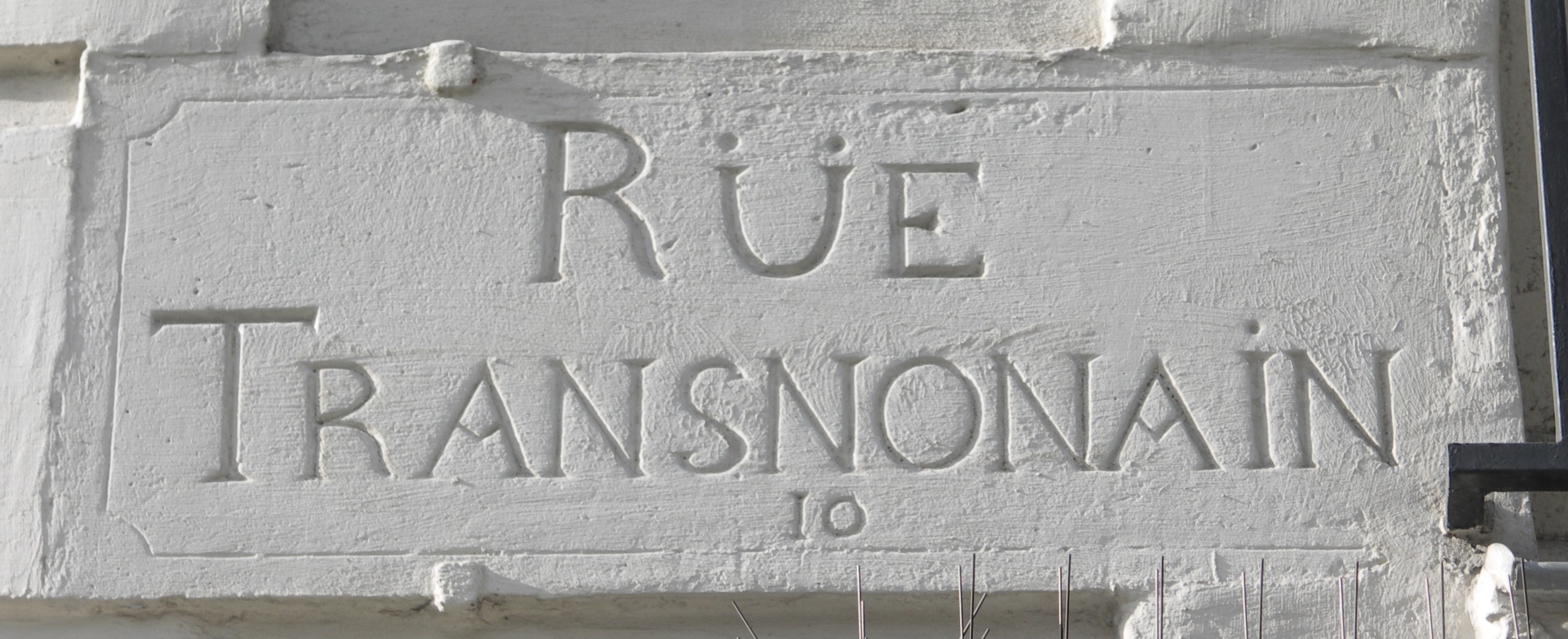
Plaque conforme aux ordonnances de 1729 avec le numéro du quartier (actuelle rue Beaubourg)
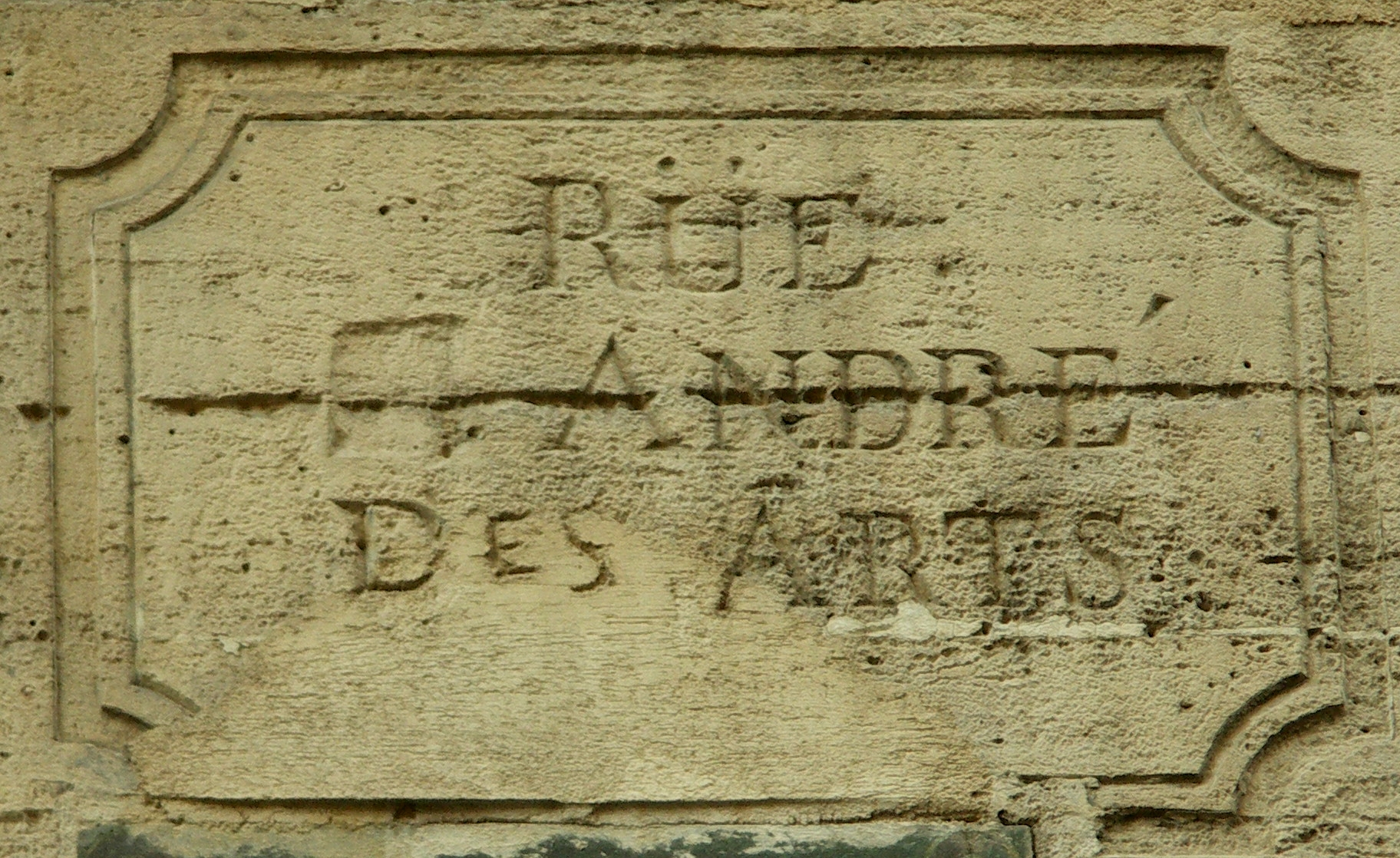
Plaque du XVIIIe siècle dont l'abréviation "St" a été martelée en 1794-1795
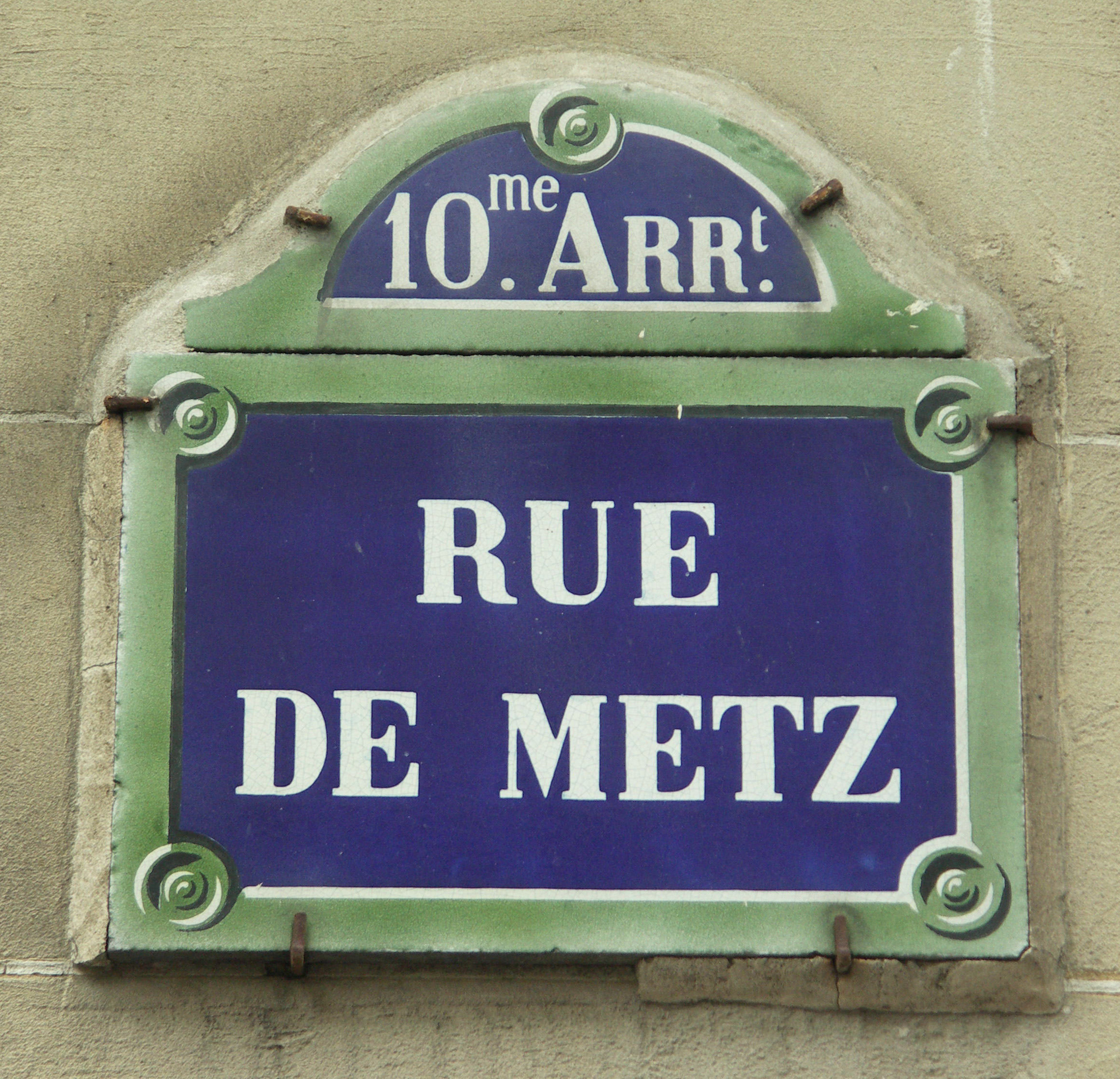
Plaque de pierre émaillée conforme à la réglementation de 1876
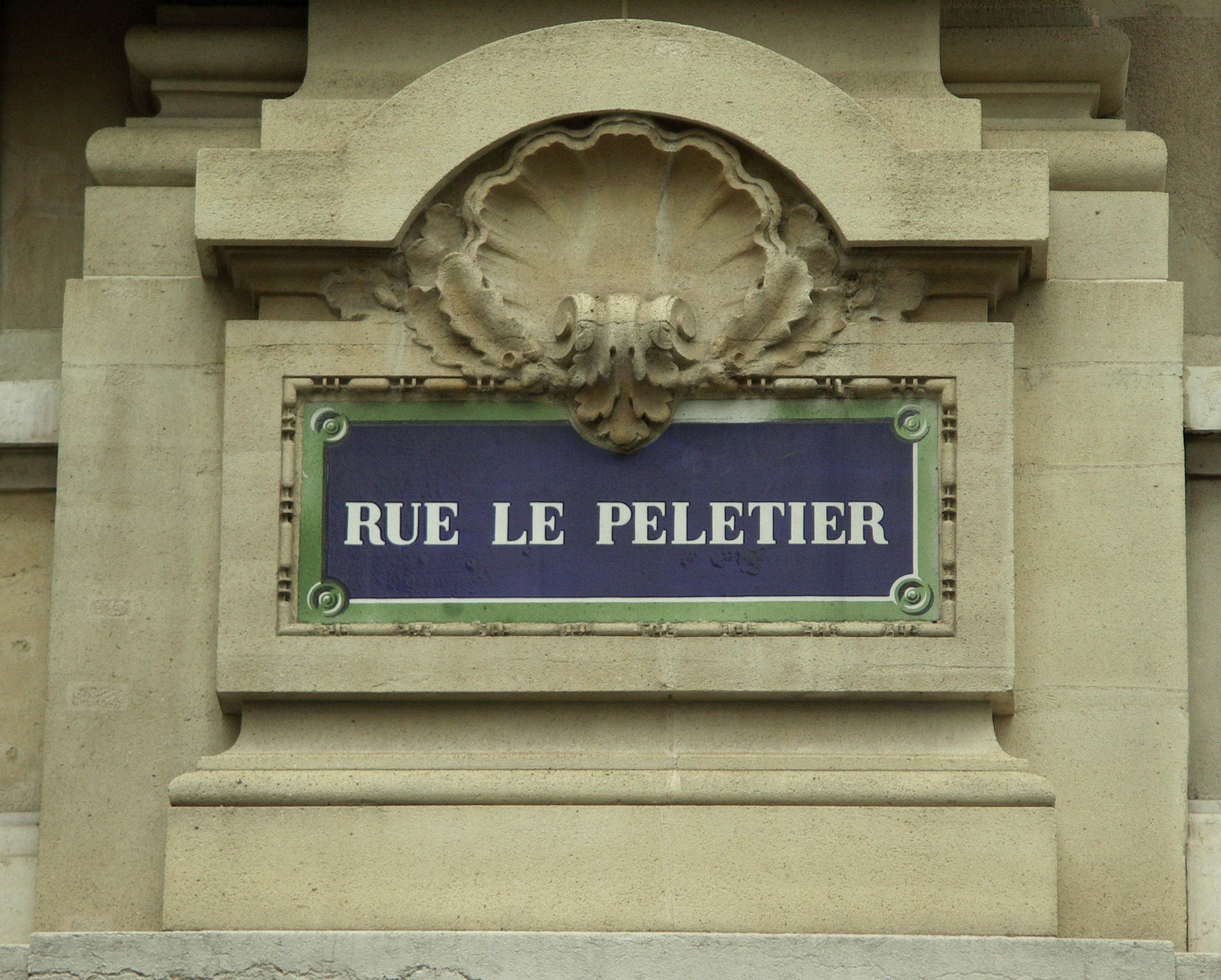
Plaque de la fin du XIXe siècle intégrée à la décoration de la façade
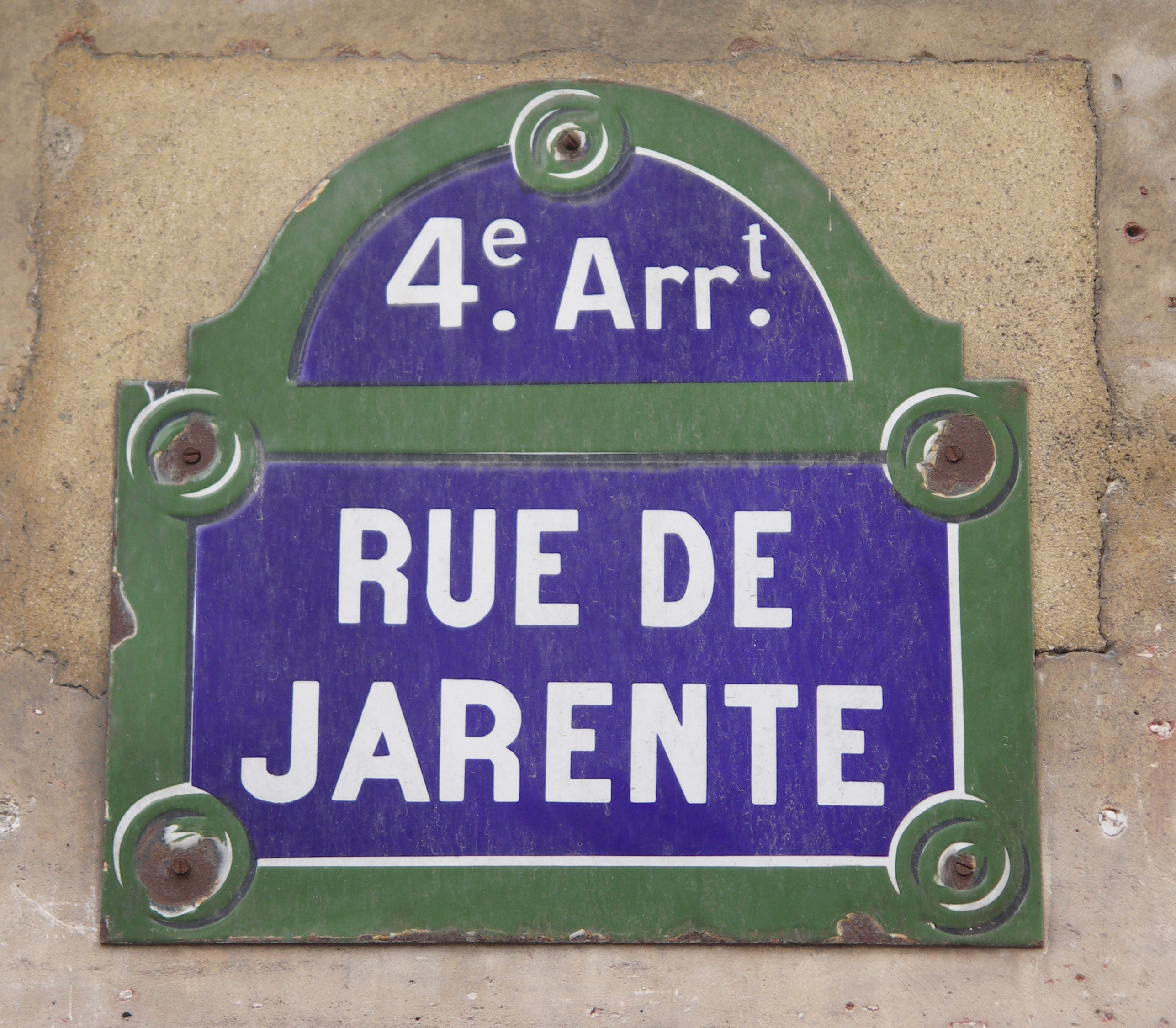
Plaque de tôle émaillée conforme à la réglementation de 1938
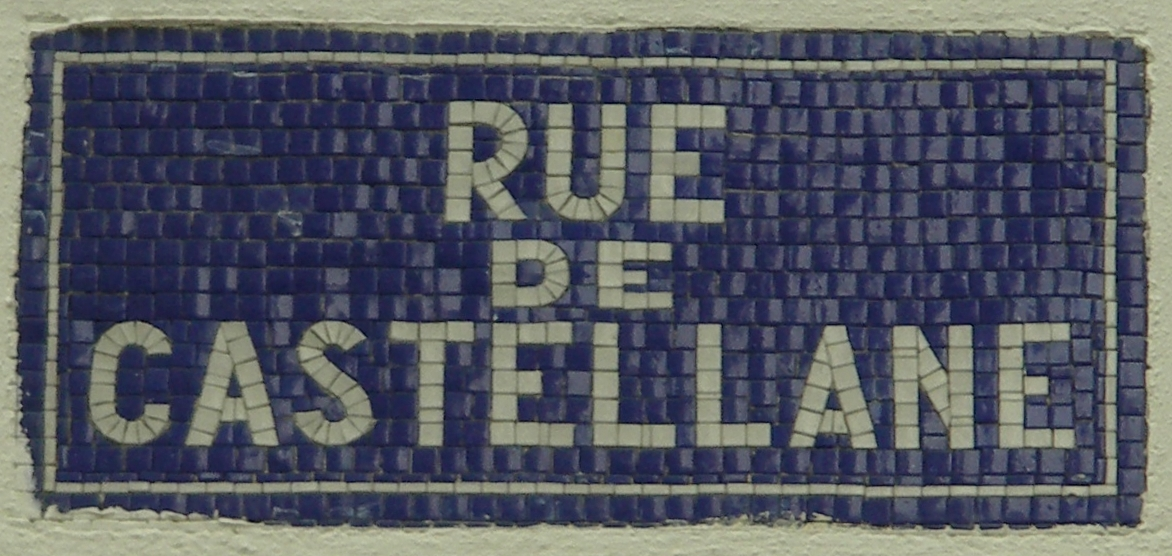
Plaque non conforme aux réglementations successives comme il en existe dans les « beaux quartiers »
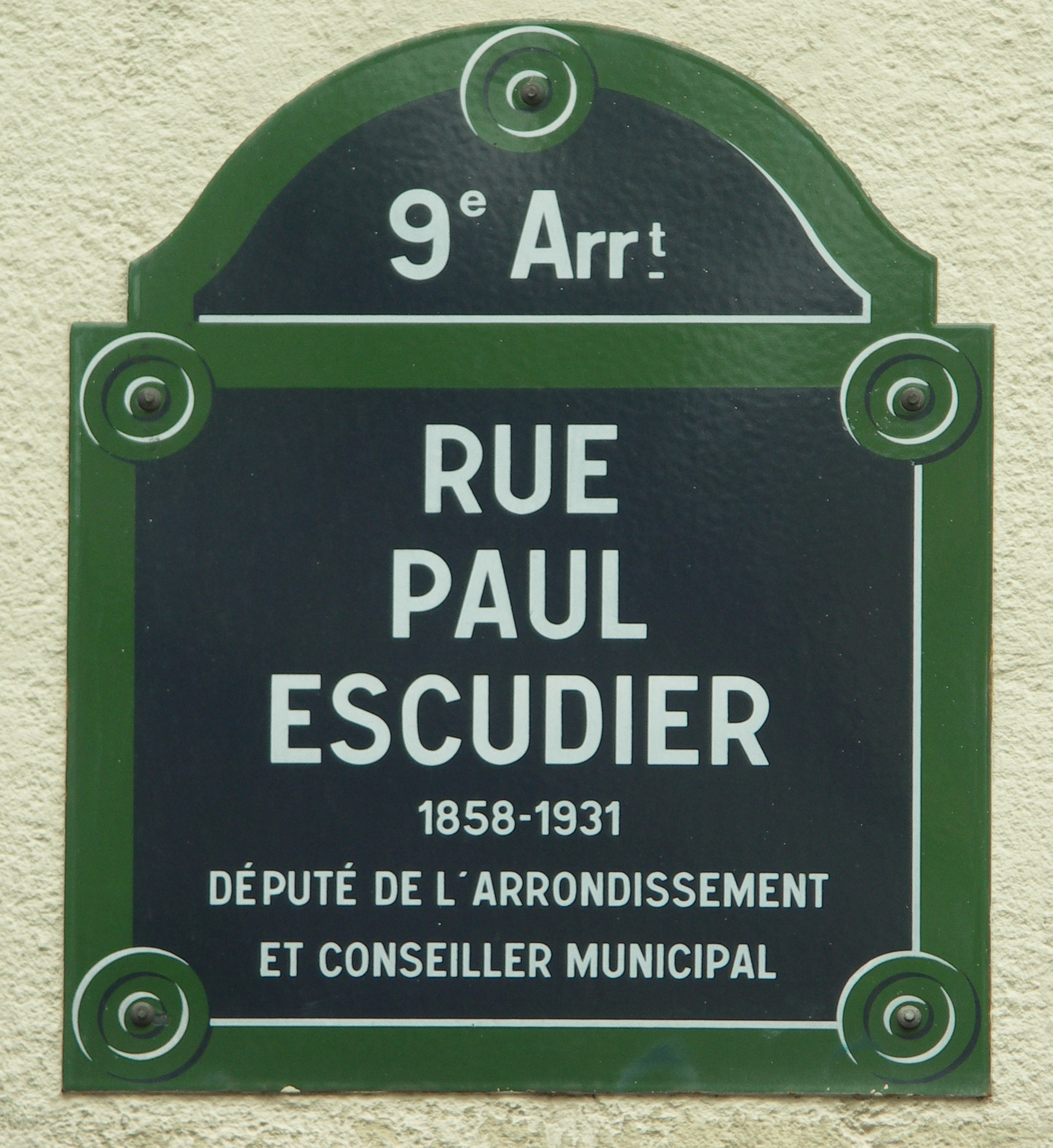
Plaque de tôle émaillée conforme à la réglementation de 1982. Un court texte indique l'origine du nom ou présente le personnage honoré
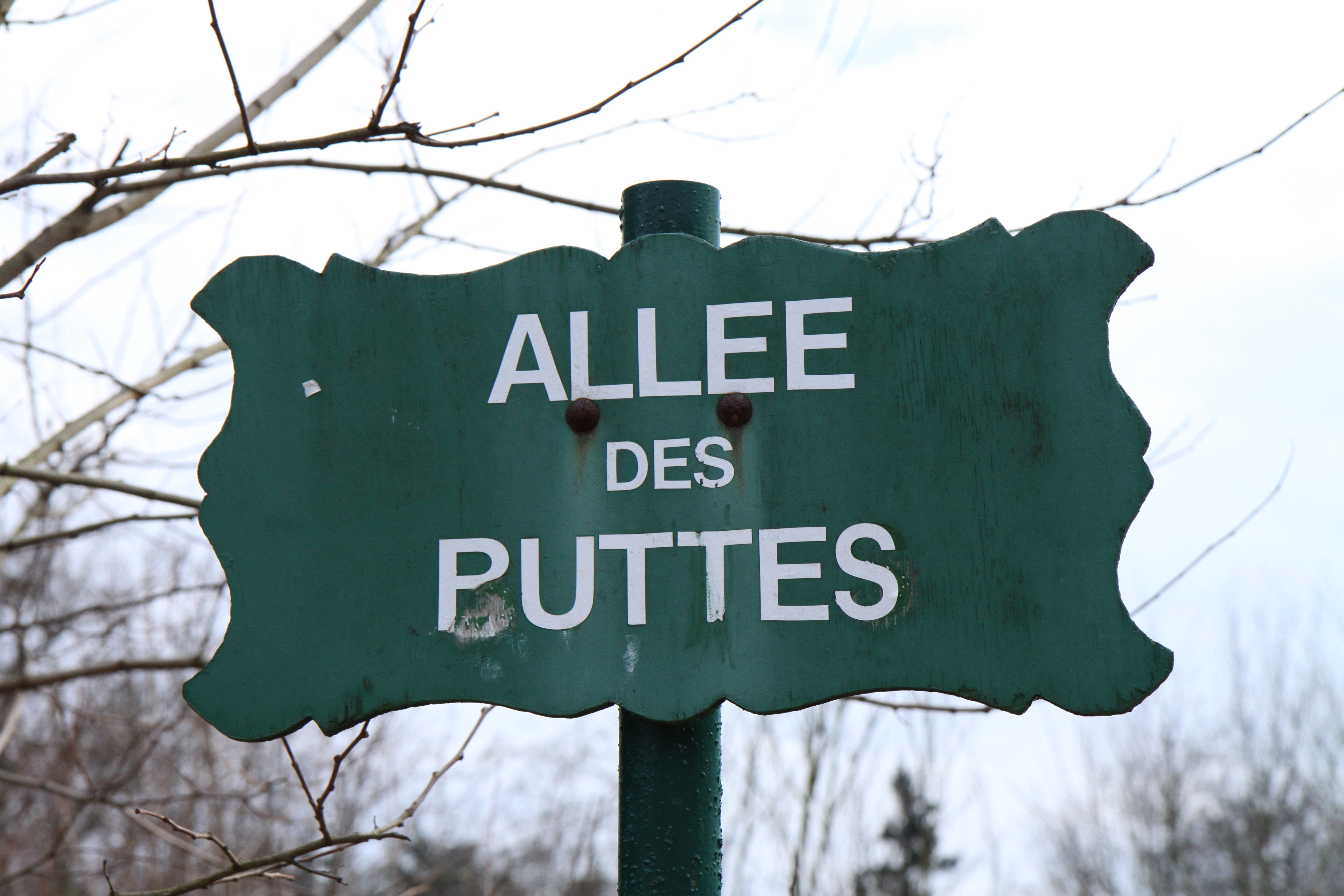
Plaque détournée de l’allée des Buttes (bois de Vincennes). Ce modèle de plaque de rue est utilisé par la Ville de Paris dans les espaces verts.

## Calembours
Le remplacement d’un nom historique par un patronyme phonétiquement similaire ou proche est un classique de l'histoire de l'odonymie parisienne :
| Ancien odonyme            | Nouvel odonyme        | Remarques                                                                |
| ------------------------- | --------------------- | ------------------------------------------------------------------------ |
| Montmartre                | Monmarat              | Changement de quelque temps                                              |
| Chemin de la Croix        | Rue Eugène-Delacroix  |                                                                          |
| Rue d’Enfer               | Rue Denfert-Rochereau |                                                                          |
| Rue Rénier                | Rue Mathurin-Régnier  | Ancien : nom de propriétaire.                                            |
| Rue Guillaume             | Rue Budé              | Ancien : nom de propriétaire ; nouveau : en l’honneur de Guillaume Budé. |
| Rue Thierry               | Rue Augustin-Thierry  | Ancien : nom de propriétaire.                                            |
| Rue Saint-André           | Rue André-del-Sarte   |                                                                          |
| Rue des Grandes-Carrières | Rue Eugène-Carrière   |                                                                          |